# ژابیا وولا (شهرستان گروجیسک مازوویتسکی)
ژابیا وولا (به لهستانی:  Żabia Wola) یک روستا در لهستان است که در گمینا ژابیا وولا واقع شده‌است. ژابیا وولا ۵۳۰ نفر جمعیت دارد و ۱۴۶ متر بالاتر از سطح دریا واقع شده‌است.